# Al Hostak
Al Hostak (* 7. Januar 1916 in Minneapolis, Minnesota, USA; † 13. August 2006 Kirkland, Washington, USA) war ein US-amerikanischer Boxer im Mittelgewicht und zweifacher Weltmeister der NBA (die NBA wurde 1962 in WBA umbenannt).